# Henry Brandon (Journalist)
Henry Brandon (geboren als Heinrich Brandeis 9. März 1916 in Reichenberg, Österreich-Ungarn; gestorben 20. April 1993 in London) war ein britischer Journalist.

## Leben
Heinrich Brandeis studierte in Prag und Lausanne. Er flüchtete angesichts der Sudetenkrise 1939 nach England und anglisierte seinen Namen. Er fand Beschäftigung als freier Journalist in der britischen Presse beim Sunday Chronicle und war von 1943 bis 1945 als Kriegsberichterstatter in Nordafrika und Westeuropa eingesetzt. Brandon ging 1945 in die USA und war ab 1949 über 30 Jahre lang fester Korrespondent der Londoner Sunday Times in Washington, D.C. Von 1964 bis 1970 hatte er eine Kolumne beim Saturday Review, dessen Herausgeber in der Zeit Norman Cousins war. 1983 beendete er seine Tätigkeit bei der englischen Sunday Times und schrieb noch Kolumnen für die New York Times. Brandon hatte seit 1983 einen Lehrauftrag für Auswärtige Politik an der Brookings Institution. 
Brandon war seit 1970 mit Mabel Bryant Hobart verheiratet, sie hatten eine Tochter, die Schauspielerin Alexandra Wentworth (1965-) ist eine Stieftochter. Er wurde als Commander of the Order of the British Empire ausgezeichnet.

## Schriften (Auswahl)

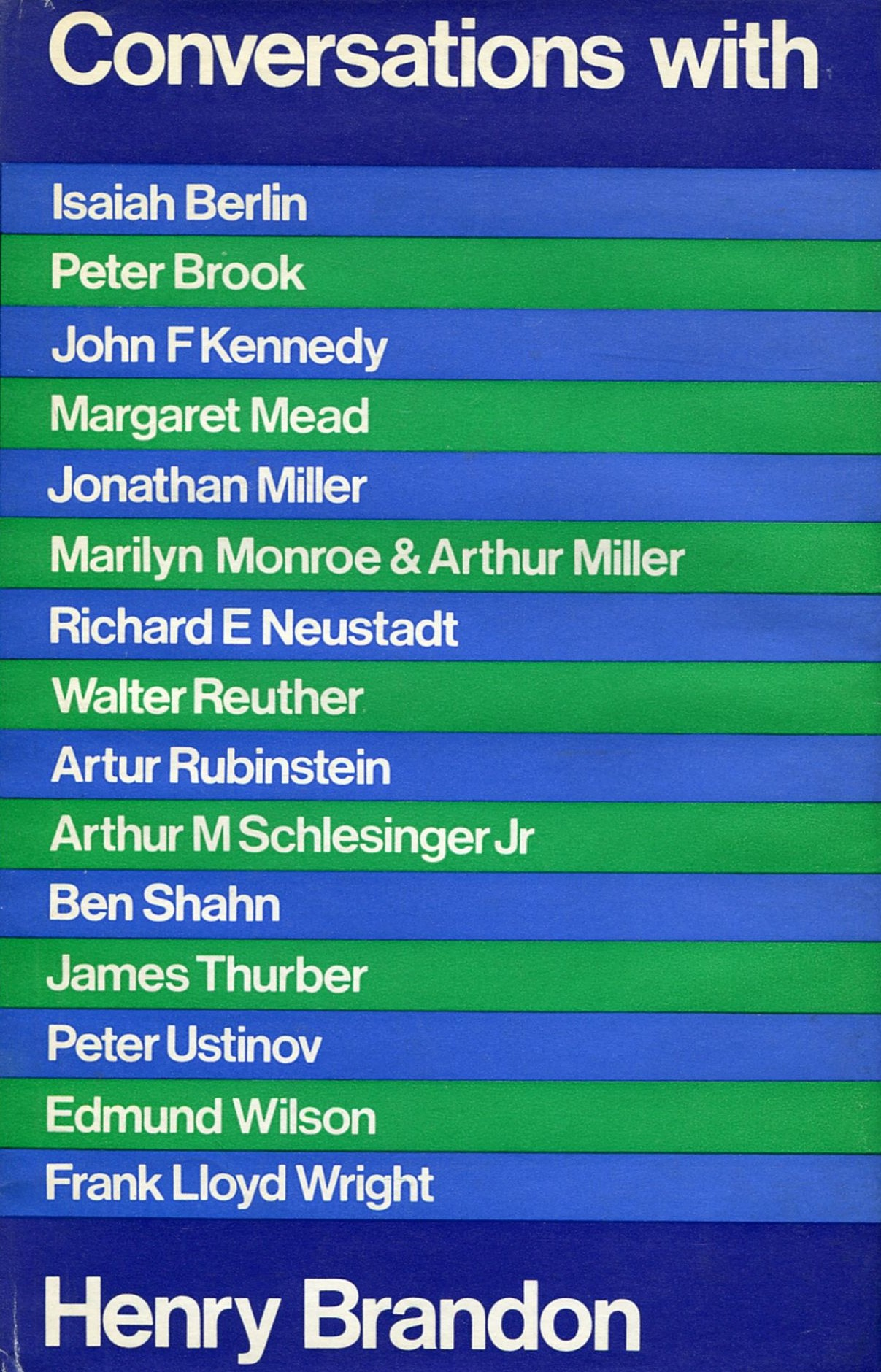
Conversations (1968)

- As we are. New York: Doubleday, 1961
  - So sieht sich Amerika. Übersetzung Karl-Heinz Harenberg. Hamburg : Nannen, 1963
- In the Red: The Struggle for Sterling, 1964–1966. London: Andre Deutsch, 1966
- Conversations with Henry Brandon. London: Andre Deutsch, 1968
- Anatomy of Error: The Inside Story of the Asian War on the Potomac, 1954–1969. Boston: Gambit, 1969
- The Retreat of American Power. New York: Doubleday, 1973
- Special Relationships: A Foreign Correspondent's Memoirs from Roosevelt to Reagan. New York: Atheneum, 1988
- (Hrsg.): In search of a new world order : the future of U.S.-European relations. Washington, DC : Brookings Inst., 1992